# Diocesi di Tucci
La diocesi di Tucci (in latino: Dioecesis Tuccitana) è una sede soppressa e sede titolare della Chiesa cattolica.

## Storia
Tucci, identificabile oggi con Martos in Andalusia, è un'antica sede episcopale della Spagna, suffraganea dell'arcidiocesi di Siviglia. Essa fu eretta probabilmente alla fine del III secolo: il primo vescovo conosciuto, infatti, è san Camerino, menzionato tra i vescovi presenti al concilio di Elvira degli inizi del IV secolo.
La diocesi sopravvisse fino agli inizi dell'VIII secolo, quando fu soppressa durante la conquista islamica della penisola iberica.
Dal 1969 Tucci è annoverata tra le sedi vescovili titolari della Chiesa cattolica; dal 2 febbraio 2018 il vescovo titolare è Juan Manuel Muñoz Curiel, O.F.M., vescovo ausiliare di Guadalajara.

## Cronotassi

### Vescovi
- San Camerino † (menzionato agli inizi del IV secolo)
- Velato † (menzionato nel 589)
- Agapio † (prima del 610 - dopo il 612)
- Fidencio † (prima del 619 - dopo il 633)
- Guda † (menzionato nel 638)
- Vicente † (menzionato nel 653)
- San Sisebado † (prima del 681 - dopo il 693)
  - Hostegesis † (menzionato nell'862) (usurpatore)
- Cipriano †

### Vescovi titolari
- Paul Hisao Yasuda † (5 febbraio 1970 - 15 novembre 1978 nominato arcivescovo di Osaka)
- Ramon Barrera Villena (16 marzo 1982 - 17 agosto 1985 nominato vescovo coadiutore di Bayombong)
- Stanisław Kędziora † (11 marzo 1987 - 25 dicembre 2017 deceduto)
- Juan Manuel Muñoz Curiel, O.F.M., dal 2 febbraio 2018